# IC 2846
IC 2846 ist eine Balken-Spiralgalaxie vom Hubble-Typ SB im Sternbild Löwe auf der Ekliptik. Sie ist schätzungsweise 545 Millionen Lichtjahre von der Milchstraße entfernt.
Das Objekt wurde am 27. März 1906 vom deutschen Astronomen Max Wolf entdeckt.